# Ride Him, Cowboy
Ride Him, Cowboy (bra: Pena de Talião) é um filme norte-americano de 1932, do gênero faroeste, dirigido por Fred Allen e estrelado por John Wayne e Ruth Hall.

## A produção
Ride Him, Cowboy é o primeiro faroeste de John Wayne na Warner Bros.. O roteiro apresenta, basicamente, uma variação das aventuras de Rin Tin Tin, com um cavalo no lugar do cão.
O filme é o remake de The Unknown Cavalier (1926), com Ken Maynard, do qual utiliza muitas cenas de arquivo.

## Sinopse
O caubói John Drury não acredita que o cavalo Duke seja o responsável pela morte de um vaqueiro. Ele impede Duke de ser sacrificado e o treina, enquanto ganha o coração da rancheira Ruth Gaunt. Juntos, os três combatem O Falcão, um criminoso responsável por assassinatos (inclusive aquele de que acusam Duke) e outros crimes.

## Elenco
| Ator/Atriz        | Personagem     |
| ----------------- | -------------- |
| John Wayne        | John Drury     |
| Ruth Hall         | Ruth Gaunt     |
| Henry B. Walthall | John Gaunt     |
| Otis Harlan       | Juiz           |
| Harry Gribbon     | Delegado Clout |
| Frank Hagney      | Henry Sims     |